# Chancery Lane Station
Chancery Lane Station er en London Underground-station i det centrale London. Den er på Central line mellem St. Paul's og Holborn Stationer. Beliggenheden er i krydset mellem High Holborn, Hatton Garden og Gray's Inn Road, med indgange fra gangtunneler, der giver adgang til billetkontoret under kørebanen. Stationen ligger i takstzone 1.

## Historie
Station blev åbnet af Central London Railway (CLR) den 30. juli 1900. Den nuværende stationsindgang er ikke den oprindelige. Den oprindelige, nu ubenyttede stationsbygning er på nordsiden af High Holborn ved nr. 31–33,cirka 120 m mod vest, tættere på High Holborns skæring med Chancery Lane. Oprindeligt foregik adgang mellem gade og perron med fire elevatore, men stationen blev ombygget i begyndelsen af 1930'erne for at installere rulletrapper. Det var ikke muligt at anlægge rulletrappeskakterne mellem perronerne og den eksisterende indgang, så der blev bygget en ny cut-and-cover-billethal under vejkrydset. Den nye stationsindgang blev første gang benyttet den 25. juni 1934. Den gamle indgangsbygning blev overflødig, og, i anerkendelse af de nye indganges beliggenhed, blev stationen omdøbt Chancery Lane (Gray's Inn), selvom suffikset hurtigt blev droppet igen.
Da CLR udgravede tunnelerne, blev linjeføringen ført udenom bygninger på overfladen, for at begrænse risikoen til disse fra vibrationer. Ved Chancery Lane er den østgående tunnel placeret ovenpå den vestgående.
Det er en af otte London Underground-stationer, der har dybtliggende beskyttelseskældre under sig. Efter 2. verdenskrig blev denne ændret til Kingsway telefoncentral. Adgang til kælderen skete gennem den oprindelige stationsbygning og elevatorskakte, så vel som mindre indgange i Furnival Street og Took's Court.

### Bemærkelsesværdige begivenheder
Den 25. januar 2003 afsporede et tog ved Chancery Lane, da en motor frigjorde sig fra toget. 32 passagerer kom til skade. Hele Central line og også Waterloo & City line (der også benytter 1992-materielet) blev lukket, mens årsagen til fejlen blev fastlagt og passende ændringer blev udført på togene.

## Transportforbindelser
London buslinjer 8, 25, 17, 45, 242, 341, 521 og N8.

## Galleri
- Østgående perron, set mod vest
- Vestgående perron, set mod øst
- Netværkets korteste rulletrappe
- Rondel på østgående perron
- Sydlige indgang